# 真野ダム
真野ダム（まのダム）は、福島県相馬郡飯舘村、二級河川・真野川水系真野川に建設されたダム。高さ69メートルの重力式コンクリートダムで、洪水調節・不特定利水・上水道、工業用水道・発電を目的とする、福島県営の多目的ダムである。ダム湖（人造湖）の名ははやま湖（はやまこ）という。

## 概要
真野川総合開発事業の一環として福島県相双建設事務所が建設し管理する県営ダムであり、真野川流域の治水に資している。また、相馬市、相馬郡新地町、南相馬市鹿島区（旧相馬郡鹿島町）の生活用水として1日23,300立方メートルを供給しており、沿岸部の相馬中核工業団地の工業用水として1日59,700立方メートルを供給している。ダム工事には補助ダムとしては初めてRCD工法が採用され、建設作業時の大幅な省力化が図られた。
福島県企業局によりダム直下の真野発電所にて水力発電事業も開始され、後に東北電力傘下の東開興業に事業譲渡された後、企業再編により現在は東北自然エネルギーが運営している。。
ダム湖名は左岸に聳える葉山の峰から取られ「はやま湖」と一般公募により名付けられた。県内でも屈指のバスフィッシングのメッカとして知られている。
2011年3月の福島第一原子力発電所事故の発生に伴い、地域を復旧する支援の一環として文部科学省、復興庁、原子力被災者生活支援チーム、原子力災害現地対策本部、環境省等が定期的に水質、底質における放射性物質等の濃度測定を行った。
2019年10月12日令和元年東日本台風（台風19号）の接近に伴い、同日午後11時30分より緊急放流を行うことが発表されたが、発表後に水位は低下し放流は行われなかった。